# Ерік Еверхард
Ерік Еверхард (англ. Erik Everhard; справжнє ім'я англ. Mitchell Hartwell; нар. 2 грудня 1976, Калгарі, Альберта, Канада) — канадський порноактор і порнорежисер. Працює в основному в жанрі гонзо-порнографії.

## Кар'єра
Ерік Еверхард народився в родині українського походження і до 1995 року жив в Калгарі. У 1995 році переїхав до Ванкувера для вступу до університету. В цей же час почав пробувати себе в порно. У 1999 році Ерік переїхав в Лос-Анджелес для продовження порнокар'єри.
Як він сам сказав в одному з інтерв'ю в 2002 році, участь в зйомках порнофільмів не була обумовлена фінансовими обставинами, а служила, в першу чергу, для задоволення його сексуальних потреб.
Перші зйомки Ерік Еверхард почав робити в Канаді — це були роботи по замовленнях порносайтів. За порадами друзів і знайомих, актор вирішив продовжити кар'єру в США. Перші зйомки в Америці Ерік зробив у починаючого, на той момент, режисера Джалса Джордана. Кілька років вони продовжували успішну спільну діяльність.
Після приїзду в США, уклав контракт з компанією Vivid Entertainment. Також почав зніматися у фільмах компаній Anabolic Video, Evil Angel Video і Rosebudd. З 2001 року почав режисерувати свої перші порнофільми, для компаній Anabolic та Diabolic Video.
У 2003 році, Еріку вдалося укласти договір про поширення його фільмів компанією Redlight District. Однак в 2005 році Ерік Еверхард розірвав контракт з Redlight, звинувативши компанію в порушенні договору і недоотриманні (приховуванні) прибутку з його фільмів. Тяганина була їм виграна і Ерік Еверхард за рішенням суду отримав $141 000. Після цього Ерік Еверхард деякий час співпрацював з компанією Evil Angel Video, а потім продовжив роботу зі своїм першим режисером — Джалсом Джорданом.
За даними на 2019 рік Ерік Еверхард знявся в 2690 порнофільмах і зрежисерував 119 порнострічок.

## Премії та номінації
- 2007 AVN Awards — Найкраща секс-сцена у фільмі іноземного виробництва — Outnumbered 4 разом з Ізабель Айс, Сандрою Ромейн, Дорою Вентер, Cathy, Karina, Nicol, Puma Black, Стівом Голмсом, Robert Rosenberg[4][5]
- 2009 — номінація на AVN Award за «Найкращу групову сцену» в фільмі Rachel's Choice разом з Рейчел Старр, Стівом Голмсом і Маккензі Майлс[6].
- 2010 AVN Award — Найкраща сцена анального сексу (разом з Сашею Грей) — Anal Cavity Search 6[7]
- 2010 AVN Award — Найкращий реліз сексу POV (з видом від першої особи) — Anal Prostitutes on Video 3[8][9]
- 2011 AVN Award — Найкраща сцена подвійного проникнення — Asa Akira Loves Anal[10]
- 2012 AVN Award — Best POV Sex Scene (разом з Боббі Старр і Енді Сан Дімас) — Double Vision 3[11]
- 2012 AVN Awards — Best POV Release (спільна режисура з Джалсом Джорданом) — Double Vision 3[11]
- 2012 AVN Award — Найкраща сцена групового сексу (разом з Асою Акірою, Тоні Рібасом, Danny Mountain, Jon Jon, Broc Adams, Рамоном Номаром і Джоном Стронгом) — Asa Akira Is Insatiable 2[11]
- 2013 AVN Award — Найкраща сцена групового сексу (разом з Асою Акірою, Рамоном Номаром і Міком Блу) — Asa Akira Is Insatiable 3[12]
- 2013 XBIZ Award — Best Scene-Vignette Release — In Riley's Panties[13]